# Communauté de communes Atlancia-des-Vals-de-la-Vie-et-du-Jaunay
Ne doit pas être confondue avec Atlantia.
La communauté de communes Atlancia-des-Vals-de-la-Vie-et-du-Jaunay, généralement désignée sous le nom de « communauté de communes Atlancia », est une ancienne structure intercommunale à fiscalité propre française située dans le département de la Vendée et la région des Pays-de-la-Loire.
Créée le 1er janvier 1993, elle disparaît le 31 décembre 2009 à la suite de la création de la communauté de communes du Pays-de-Saint-Gilles-Croix-de-Vie, entité résultant de la fusion d’Atlancia et de Côte-de-Lumière.

## Territoire communautaire

### Composition
La communauté de communes Atlancia-des-Vals-de-la-Vie-et-du-Jaunay rassemblait neuf communes.
| Nom                   | Superficie (h) | Population (2006) | Densité (hab./km2) | Altitude (m) | Altitude (m) |
| Nom                   | Superficie (h) | Population (2006) | Densité (hab./km2) | Mini         | Maxi         |
| --------------------- | -------------- | ----------------- | ------------------ | ------------ | ------------ |
| Givrand (siège)       | 1 169          | 1 761             | 151                | 2            | 33           |
| L’Aiguillon-sur-Vie   | 2 322          | 1 521             | 66                 | 2            | 49           |
| La Chaize-Giraud      | 271            | 690               | 255                | 2            | 43           |
| Coëx                  | 3 956          | 2 827             | 71                 | 2            | 61           |
| Commequiers           | 4 026          | 2 649             | 66                 | 0            | 55           |
| Landevieille          | 1 357          | 1 047             | 77                 | 2            | 59           |
| Notre-Dame-de-Riez    | 1 462          | 1 746             | 119                | 0            | 19           |
| Saint-Maixent-sur-Vie | 1 071          | 735               | 69                 | 2            | 37           |
| Saint-Révérend        | 1 582          | 1 272             | 80                 | 2            | 47           |

### Géographie
La communauté de communes Atlancia-des-Vals-de-la-Vie-et-du-Jaunay était située au nord-ouest du département de la Vendée, dans l’arrière-pays des stations balnéaires du canton de Saint-Gilles-Croix-de-Vie. Géographiquement, elle appartenait au Bas-Bocage.
La superficie du territoire communautaire était de 17 216 hectares, avec une altitude variant de 0 (à Commequiers et Notre-Dame-de-Riez) à 61 mètres (à Coëx).
Elle était traversée par quatre cours d’eau principaux : le Gué-Gorand, le Jaunay, le Ligneron et la Vie.

### Instances administratives
Toutes les communes de l’intercommunalité étaient contenues dans le périmètre du canton de Saint-Gilles-Croix-de-Vie, situé dans l’arrondissement des Sables-d’Olonne.

## Histoire
Le 13 juillet 1987, l’ensemble des communes du canton de Saint-Gilles-Croix-de-Vie s’associent dans le cadre du syndicat intercommunal à vocation multiple (SIVOM) mer et Vie. Après un échec de transformation de la structure en district en 1991, les communes rétro-littorales du canton décident de s’unir au sein d’une communauté de communes, une intercommunalité à fiscalité propre créée par la loi du 6 février 1992 relative à l’administration territoriale de la République. Ainsi, un arrêté préfectoral du 24 décembre 1992 fonde la communauté de communes Atlancia-des-Vals-de-la-Vie-et-du-Jaunay à compter du 1er janvier 1993,. L’appellation intercommunale fait écho à l’océan Atlantique et se réfère aux vallées des deux fleuves côtiers qui traversent la communauté de communes, la Vie et le Jaunay.
Alors que la communauté de communes Côte-de-Lumière naît en 1997, des projets de fusions des intercommunalités sont préparés en 2000, entre 2003 et 2004 et entre 2005 et 2007. Néanmoins, ceux-ci n’aboutissent pas. En mars 2008, après les élections municipales, un nouveau projet de fusion est esquissé, et se concrétise à l’été 2009. Les deux communautés de communes du canton décident finalement de s’unir à compter du 1er janvier 2010, date de fondation de la communauté de communes du Pays-de-Saint-Gilles-Croix-de-Vie.

## Administration

### Siège
Le siège de la communauté de communes était situé dans la zone d’activités économiques du Soleil-Levant, à Givrand.

### Présidence
| Période        | Période          | Identité         | Étiquette | Qualité |
| -------------- | ---------------- | ---------------- | --------- | --- |
| Hiver 1993     | 2001             | Gilles Cougnaud  |           | Maire de La Chaize-Giraud (1959-2001) |
| Printemps 2001 | 31 décembre 2009 | Marietta Trichet | MPF       | Maire de Coëx (1995-2014) Conseillère générale de la Vendée, élue dans le canton de Saint-Gilles-Croix-de-Vie (2008-2015) Conseillère régionale des Pays-de-la-Loire, élue dans la Vendée (2004-2008) |

### Participation à d’autres groupements
| Groupement                                                                                            | No SIREN    | Type | Création         |
| --- | ----------- | ---- | ---------------- |
| Syndicat mixte mer et Vie                                                                             | 258 503 093 | SMF  | 11 avril 2001    |
| Syndicat mixte du pôle touristique international Vendée-Côte de Lumière                               | 258 503 234 | SMF  | 8 octobre 2004   |
| Syndicat mixte des marais de la Vie, du Ligneron et du Jaunay                                         | 258 501 923 | SMO  | 21 novembre 1980 |
| Syndicat mixte départemental d’études et de traitement des déchets ménagers et assimilés de la Vendée | 258 502 962 | SMF  | 17 juillet 1987  |

### Compétences
La communauté de communes exerçait plusieurs compétences conformément aux Statuts de la communauté de communes Atlancia-des-Vals-de-la-Vie-et-du-Jaunay, créés par l’autorité préfectorale compétente, c’est-à-dire le sous-préfet des Sables-d’Olonne puisque le siège était situé dans l’arrondissement des Sables-d’Olonne.
Mis en place par l’arrêté préfectoral du 24 décembre 1992, avec effet au 1er janvier 1993, ces statuts ont fait l’objet de plusieurs modifications, par d’autres arrêtés :
- l’arrêté no 121/SPS/03 du 1er avril 2003[RAA 1] ;
- l’arrêté no 426/SPS/03 du 31 juillet 2003[RAA 2].

Ces compétences étaient notamment :
| Thématique                                      | Compétence |
| ----------------------------------------------- | --- |
| Environnement et cadre de vie                   | - Assainissement non collectif - Collecte des déchets ménagers et assimilés                                                                                        |
| Sanitaires et social                            | - Action sociale |
| Développement et aménagement économique         | - Création, aménagement, entretien et gestion de zone d’activités industrielle, commerciale, tertiaire, artisanale ou touristique                                  |
| Développement et aménagement social et culturel | - Activités culturelles ou socioculturelles - Activités sportives                                                                                                  |
| Aménagement de l’espace                         | - Schéma de cohérence territoriale (SCOT) - Schéma de secteur - Création et réalisation de zone d’aménagement concerté                                             |
| Développement touristique                       | - Tourisme |
| Logement et habitat                             | - Programme local de l’habitat - Politique du logement social - Action en faveur du logement des personnes défavorisées par des opérations d’intérêt communautaire |
| Autres                                          | - Infrastructure de télécommunication (téléphonie mobile, etc.) - Autres                                                                                           |

### Régime fiscal et budget

#### Régime fiscal
En 2009, le régime fiscal de la communauté de communes était celui de la fiscalité professionnelle unique.

#### Budget et fiscalité
| Postes                                                           | 2007        | 2008        | 2009        |
| ---------------------------------------------------------------- | ----------- | ----------- | ----------- |
| Produits de fonctionnement                                       | 4 948 000 € | 4 089 000 € | 4 809 000 € |
| Charges de fonctionnement                                        | 4 134 000 € | 3 436 000 € | 4 010 000 € |
| Ressources d’investissement                                      | 2 528 000 € | 1 292 000 € | 1 558 000 € |
| Emplois d’investissement                                         | 2 240 000 € | 1 151 000 € | 3 384 000 € |
| Dette                                                            | 2 458 000 € | 2 230 000 € | 1 999 000 € |
| Source : base Alize du ministère de l’Économie et des Finances,. |             |             |             |

## Projets et réalisations
La communauté de communes disposait d’un site Internet, cc-atlancia.fr.

## Identité visuelle
|  | La commune de communes Atlancia-des-Vals-de-la-Vie-et-du-Jaunay s’était dotée d’un logotype. |